# Sarāb-e Sūrī
Sarāb-e Sūrī (persiska: سراب سوری, سَرابِ ميری, سَراب سيری) är en ort i Iran.   Den ligger i provinsen Lorestan, i den västra delen av landet, 400 km sydväst om huvudstaden Teheran. Sarāb-e Sūrī ligger 1 549 meter över havet och antalet invånare är 336.
Terrängen runt Sarāb-e Sūrī är kuperad, och sluttar västerut. Runt Sarāb-e Sūrī är det ganska tätbefolkat, med 72 invånare per kvadratkilometer. Närmaste större samhälle är Khorramābād, 19,0 km väster om Sarāb-e Sūrī. Omgivningarna runt Sarāb-e Sūrī är i huvudsak ett öppet busklandskap.